# Central Camionera de Guadalajara
La Central Camionera Oriente –popularmente llamada Nueva Central Camionera, Central Camionera de Guadalajara, o Terminal Tlaquepaque– es una de las estaciones de autobuses foráneos más grandes y funcionales en la República Mexicana; es la que abarca líneas de transporte foráneo desde clase económica hasta clase ejecutiva o de lujo que recibe corridas provenientes desde otras urbes: Ciudad de México, Puerto Vallarta, y la Región Altos de Jalisco, principalmente. Es la sede matriz de muchas líneas transportistas que ofrecen servicios desde las instalaciones de la Nueva Central Camionera tales como Grupo Flecha Amarilla, Grupo IAMSA, Grupo Estrella Blanca, Grupo Senda, y Grupo Herradura Occidente, entre otras.

## Ubicación
La Nueva Central Camionera se encuentra ubicada Carretera libre a Zapotlanejo entronque carretera a Tonalá  km. 1.5, de preferencia Por la desviación de la carretera a Tonalá. que abarca de toda la Zona Metropolitana de Guadalajara, Tlaquepaque, Tonalá  y Zapopan.

## Historia
Después de casi 33 años de operar como la única estación de autobuses foráneos, la Antigua Central Camionera de Guadalajara –inaugurada por el gobernador Agustín Yáñez el 8 de julio de 1955– había rebasado ya su capacidad operativa; era la terminal más importante de la Región Centro-Occidente, puesto que en esta coincidían tanto corridas al interior del Estado de Jalisco así como del interior de la república. Los grandes grupos del autotransporte, así como los de alcance regional, decidieron construir mediante autorización del Presidente de la República una Nueva Central Camionera acorde a las necesidades de la época considerando un incremento en sus operaciones a mediano plazo, fue inaugurada en abril de 1988 teniendo como principales partícipes a las siguientes empresas y grupos transportistas:
Módulo 1:
```
- Autobuses Centrales de México Flecha Amarilla.
- Autobuses de La Piedad.
- Autotransportes La Alteña.
- Ómnibus del Bajío.
- Ómnibus del Jorullo.
- Ómnibus San Luis León.
- Autotransprtes Ciénega de Primera.
- Autotranportes Ciénega de Chapala.
- Autotransportes Guadalajara El Salto.
- Servicios Coordinados.
```

Módulo 2:
```
- Autotransportes Herradura de Plata.
- Autotransportes Mazamitla
- Ómnibus Cuauhtémoc.
- Autobuses de Jalisco, La Línea.
- Autotransportes del Sur de Jalisco.
- Autobuses de Occidente.
- Transportes Guadalajara Bellavista.
```

Módulo 3:
```
- Autotransportes Tres Estrellas de Oro.
- Autotransportes Corsarios del Bajío.
- Transportes Norte de Sonora.
- Transportes del Pacífico.
- Autotransportes Unidos de la Costa.
```

Módulo 4:
```
- Transportes Norte de Sonora.
- Transportes del Pacífico.
- Autotransportes Etzatlán.
- Transportes Cihuatlán.
- Autocamiones del Pacífico.
- Autotransportes Guadalajara Talpa Mascota.
- Autotransportes Guadalajara Tala.
```

Módulo 5:
```
- Ómnibus de Oriente.
- Transportes Yahualica.
- Autotransportes Reynosa San Luis Potosí.
- Autobuses Interoceánicos.
- Transportes Huastecos.
- Transportes Vencedor.
- Transportes Guadalajara Tepatitlán.
- Línea del Golfo.
```

Módulo 6:
```
- Ómnibus de México.
- Ómnibus de Arandas.
- Camiones de los Altos.
- Transportes Frontera.
```

Módulo 7:
```
- Autobuses Estrella Blanca.
- Autobuses Anáhuac.
- Autobuses Blancos Saltillo Torreón.
- Transportes del Norte.
- Transportes Chihuahuenses.
```

Las empresas mencionadas, así como el orden en el que se refieren y la ubicación en los diferentes módulos fueron consideradas en el plan original de esta central, al poco tiempo algunas empresas regionales abandonarían las instalaciones centralizando sus operaciones en la Antigua Central, mientras que otras más optaron por dividir sus corridas tomando como puntos de origen/destino ambas terminales, otras más desaparecieron y algunas más jamás llegaron a concretar operaciones dentro de ésta terminal.
Hoy en día mantiene operativos 5 de los 7 módulos originales considerando la extensión del módulo 1 (módulo 1 1/2) dentro del mismo.

## Especificaciones de la Terminal
- Número de andenes: 204
- Espacios de aparcamiento de autobuses: 172
- Superficie total de la terminal:
- Servicio de Estacionamiento: Superficial
- Número de taquillas: 74
- Número de locales comerciales: 29
- Salas de espera: 7 Y Medio

## Destinos
| Líneas de Autobuses                               | Destinos |
| ------------------------------------------------- | --- |
| Primera Plus Módulo 1                             | Aguascalientes, Ameca, Apatzingan, Arandas, Atlacomulco, Autlan, Barra de Navidad, Campo Acosta, Casimiro Castillo, Cd. Guzmán, Ciudad de México Coapa, Ciudad de México Norte, Ciudad de México Poniente, Celaya, Cihuatlan, Colima, Cotija, Cruz Roja, Cueramaro, El Super, El Tuito, Guanajuato, Guadalajara Aeropuerto, Hotel Fontain, Hotel M. América, Hotel Serena, Irapuato, Jiquilpan, La Barca, La Huerta, La Manzanilla, La Peñita, La Piedad, Lagos de Moreno, León, Los Reyes, Manzanillo, Mazatlán, Melaque, Mezcales, Morelia, Morelos, Nuevo Vallarta, Periférico, Pino Suárez, Plaza del Sol, Puerto Vallarta, Puruapan, Querétaro Central, Querétaro Norte, Quiroga, Sahuayo, Salamanca, San Juan de los Lagos, San Juan del Rio, San Luis Potosí, San Miguel de Allende, San Miguel El Alto, Santiago, Sayula, Tecoman, Tepatitlan, Tequesquite, Tepozotlán, Tlaquepaque, Toluca, Tomatlán, Unión de Tula, Uruapan, Villa Purificación, Zacapu, Zamora, Zapopan. |
| Costa Mar Módulo 1                                | Manzanillo. |
| Servicios Coordinados Módulo 1                    | Acambaro, Aguascalientes, Amealco, Arandas, Autlan, Casimiro Castillo, Cd. Guzmán, CDMX Norte, Celaya, Cihuatlan, Colima, Cotija, Cueramaro, Cuitzeo, Guanajuato, Irapuato, Jalostotitlan, Jiquilpan, La Barca, La Huerta, La Piedad, Lagos de Moreno, León, Los Reyes, Melaque, Mezcales, Morelia, Puerto Vallarta, Puruandiro, Querétaro Central, Quiroga, Sahuayo, Salamanca, San Juan de los Lagos, San Juan del Rio, San Luis Potosí, San Miguel de Allende, San Miguel El Alto, Santiago, Sahuayo, Sayula, Silao, Tacambaro, Tamazula, Tomatlán, Uruapan, Uriangato, Villa Madero, Villa Purificación, Zacapu, Zamora, Zinapecuaro. |
| Flecha Amarilla Módulo 1                          | Acambaro, Aguascalientes, Amealco, Armería, Autlán de Navarro, Casimiro Castillo, Cd. Guzmán, CDMX Norte, Celaya, Cihuatlan, Colima, Cotija, Cuerámaro, Cuitzeo, Irapuato, Jiquilpan, La Barca, La Huerta, La Piedad, Lagos de Moreno, León, Manzanillo, Mazamitla, Mezcales, Morelia, Moroleón, Ocotlán, Palos Altos, Pátzcuaro, Puerto Vallarta, Puruandiro, Querétaro Central, Quiroga, Salvatierra, San Juan de los Lagos, San Juan del Rio, San Luis Potosí, Sahuayo, Silao, Tacambaro, Tamazula, Tecoman, Uruapan, Uriangato, Villa Madero, Villa Purificación, Zacapu, Zamora, Zinapecuaro. |
| ETN Turistar Lujo Módulos 2 y 7                   | Acapulco, Aguascalientes, Apatzingan, Barra de Navidad, Cavazos Lerma, Cuatro Caminos, CDMX Norte, CDMX Poniente, CDMX Sur, Cd. Obregón, Cd. Victoria, Cd. Juárez, Celaya, Chihuahua, Chilpancingo, Cihuatlan, Colima, Cuernavaca, Culiacan, Durango, Gómez Palacio, Guanajuato, Hermosillo, Iguala, Irapuato, León, Los Mochis, Los Mochis TAP, Manzanillo, Matamoros, Mazatlán, Mexicali, Monclova, Monterrey Central, Monterrey Churubusco, Nogales, Nogales TAP, Nuevo Laredo, Poza Rica, Puebla CAPU, Puerto Vallarta, Querétaro Central, Reynosa, Riviera Nayarit, Saltillo, San Juan de los Lagos, San Juan del Río, San Luis Potosí, San Miguel de Allende, Tampico, Tepozotlán, Tepic, Tijuana, Tlaquepaque, Toluca Central, Torreón, Uruapan, Zacatecas, Zamora. |
| Autovías Centro Occidente/La Línea Módulo 2       | Apatzingan, Atlacomulco, Buena Vista, Cd. Guzmán, Cd. Hidalgo, CDMX Poniente, Colima, Guadalajara Aeropuerto, Guadalajara Tren Ligero, Ixtapa, Lázaro Cárdenas, Los Reyes, Manzanillo, Morelia, Pátzcuaro, Purépero, Puruarán, Tacambaro, Tamazula, Tecoman, Tepalcatepec, Toluca Central, Toluca PRI, Tuxpan (Michoacán), Uruapan, Zamora, Zihuatanejo, Zitácuaro. |
| Autobuses Sur de Jalisco Módulo 2                 | Acatlan, Armería, Cd. Guzmán, Cojumatlan, Colima, Cuyutlan, Guadalajara Tren Ligero, Jiquilpan (Jalisco), Jiquilpan (Michoacán), Manzanillo, Sahuayo, San Gabriel, Sayula, Techaluta, Tecoman, Tizapan, Tlaquepaque Periférico, Tonaya, Tuxcueca, Zacoalco, Zamora, |
| Autotransportes Mazamitla Módulo 2                | La Manzanilla de la Paz, Mazamitla, San Diego (Jalisco), San Luis Soyatlan, Tuxcueca, Valle de Juárez. |
| Autobuses Interestatales de México ELITE Módulo 3 | Acapulco Central Lujo, Acapulco Ejido, Altar, Caborca, CDMX Norte, Cd. Obregón, Celaya, Chilpancingo, Cuernavaca E. Blanca, Culiacan, Empalme, Guasave, Guaymas, Hermosillo, Iguala, Irapuato, La Piedad, Lázaro Cárdenas, León, Los Mochis, Mazatlán, Mexicali, Morelia, Navojoa, Nueva Italia, Peñitas, Puebla CAPU, Querétaro Central, San Luis Rio Colorado, Santa Ana, Sonoyta, Tepic, Tepozotlan, Tijuana, Toluca, Uruapan, Zamora, Zapopan Periférico Norte, Zihuatanejo. |
| Transportes del Pacífico Módulo 3                 | Acapulco Central Lujo, Acapulco Ejido, Acaponeta, Agencia Escuinapa 1, Aguascalientes, Altar, Bucerias, Caborca, Cd. Guzmán, Cd. Obregón, CDMX Norte, CDMX Sur, Celaya, Chapalilla, Colima, Compostela, Culiacan, Empalme, Ensenada, Escuinapa, Guamuchil, Guasave, Guaymas, Hermosillo, Irapuato, La Peñita de Jaltemba, La Piedad, Las Varas, Lázaro Cárdenas, León, Los Mochis, Manzanillo, Mazatlán, Mexicali, Morelia, Navojoa, Nogales, Nueva Italia, Peñitas, Puerto Vallarta, Querétaro Central, San Luis Rio Colorado, Santa Ana, Sonoyta, Tecate, Tecoman, Tepic, Tepozotlan, Tijuana, Uruapan, Zamora, Zapopan Periférico Norte, Zihuatanejo. |
| Transportes Norte de Sonora Módulo 3              | Acaponeta, Altar, Caborca, Cd. Obregón, CDMX Norte, Celaya, Culiacan, Empalme, Ensenada, Escuinapa, Guamuchil, Guasave, Guaymas, Hermosillo, Irapuato, Lagos de Moreno, La Piedad, León, Los Mochis, Mazatlán, Mexicali, Morelia, Navojoa, Nogales, Peñitas, Puebla CAPU, Querétaro Central, San Blas, San Luis Rio Colorado, Santa Ana, Sonoyta, Tecate, Tecuala, Tepic, Tepozotlan, Tijuana, Tuxpan (Nayarit), Zamora, Zapopan Periférico Norte. |
| Transportes Nayar Módulo 3                        | Acaponeta, Mazatlán, Ruiz, San Blas, Santiago Ixcuintla, Tecuala. Tepic, Tuxpan (Nayarit). |
| Oficina Central Administrativa Módulo 4           | Oficina Administrativa de la Central Camionera y Oficina de SICT (Secretaría de Infraestructura, Comunicaciones y Transportes) |
| Transportes Guadalajara Módulo 5                  | Fuera de servicio temporalmente. |
| Ómnibus de México/Plus Módulo 6                   | Actopan, Aguascalientes, Ahuacatlan, Ahuetita, Angamacuitiro, Caborca, Camargo, Cd. Guzmán, Cd. Juárez, Cd. Obregón, Cd. Valles, CDMX Norte, Chihuahua, Surcusal Contra Flujo Norte, Colima, Colotlan, Concepción de Oro, Corral Blanco, Crucero Belén, Crucero Cañada de Islas, Crucero San Pedro Apulco, Crucero Tepatitlán, Culiacán, Delicias, Durango, Ebano, El Batan, El Vergel, Empalme, Encarnación de Díaz, Fresnillo, García de la Cadena, Gómez Palacio, Guadalajara, Guamúchil, Guasave, Guaymas, Hermosillo, Tren Ligero, Agencia Hamburgo, Huauchinango, Huejucar, Irapuato, Ixmiquilpan, Ixtlan del Rio, Jalpa, Jaralillo, Jerez, Jesús Aguirre, Jiménez, Juan Aldama, Juchipila, La Piedad, Lagos de Moreno, Loreto, Manzanillo, Matamoros, Mazatlán, Mercado del Mar, Mexticacan, Los Mochis, Mazatlán, Mexicali, Momax, Monterrey Central, Morelia, Moyahua, Navojoa, Nochistlan, Nogales, Nombre de Dios, Nuevo Laredo, Pachuca, Parral, Peñas, Poza Rica, Pistolas Meneses, Puruandiro, Querétaro Central, Reynosa, Rio Grande, Sain Alto, Saltillo, San Juan de los Lagos, San Luis Potosí, Santa Ana, Santa María de los Ángeles, San Luis Río Colorado, Sombrerete, Sonoyta, Super Lexo, Surcusal Indio, Surcusal Universidad, Tabasco (Zacatecas), Tampico, Tamuin, Tecoman, Teocaltiche, Tepatitlán, Tepechitlan, Tepetongo, Tepic, Tepozotlan, Teul de González Ortega, Tijuana, Tijuana Insurgentes, Tlaquepaque Periférico, Tlaltenango, Torreón, Tuxpan (Jalisco), Tuxpan (Veracruz), Uruapan, Villa Ahumada, Vicente Guerrero, Villanueva, Yahualica, Zacatecas, Zacatecas Surcusal Tecnológico, Zapopan. |
| Autobuses Futura Módulo 7                         | Acapulco Central Lujo, Aguascalientes, Bucerias, CDMX Norte, CDMX Poniente, CDMX Sur, Chilpancingo, Cuernavaca E. Blanca, Huauchinango, Irapuato, Iguala, La Peñita de Jaltemba, Las Varas, León, Matamoros, Monterrey Central, Nuevo Laredo, Pachuca, Poza Rica, Puebla CAPU, Puerto Vallarta, Querétaro Central, Reynosa, Saltillo, San Juan de los Lagos, San Juan del Rio, Tepic, Tepozotlan, Toluca Central, Tulancingo, Zacatecas, Zamora, Zapopan Periférico Norte. |
| Transportes Chihuahuenses Módulo 7                | Aguascalientes, Cd. Camargo, Cd. Delicias, Cd. Guzmán, Cd. Jiménez, Cd. Juárez, Cd. Meoqui, Cd. Obregón, Chihuahua, Colima, Durango, Encarnación de Díaz, Escuinapa, Fresnillo, Gómez Palacio, Juan Aldama, Luis Moya, Manzanillo, Mazatlán, Nombre de Dios, Ojo Caliente, Pistolas Meneses, Puebla CAPU, Puerto Vallarta, Querétaro Central, Rio Grande, Sain Alto, San Felipe Aztatan, San Juan de los Lagos, Sombrerete, Sonoyta, Tecoman, Tepatitlán, Tepic, Torreón, Vicente Guerrero, Villa Ahumada, Zacatecas. |
| Autobuses Anáhuac Módulo 7                        | Aguascalientes, Allende, Cd. Acuña, Concepción de Oro, Irapuato, León, Monclova, Nueva Rosita, Piedras Negras, Sabinas, Saltillo, San Juan de los Lagos, Zacatecas. |
| Autobuses Americanos Módulo 7                     | Aguascalientes, Chicago, Dallas, Houston, Kansas, Laredo, Monterrey Central, Saltillo, San Antonio, Zacatecas. |
| Transportes del Norte Módulo 7                    | Agencia el Indio, Aguascalientes, Cd. Acuña, Matamoros, Monterrey Central, Nuevo Laredo, Piedras Negras, Reynosa, Reynosa Colonia las Granjas, Saltillo, San Juan de los Lagos, Sierra Vieja, Zacatecas. |
| Transportes Ave Senda Ejecutiva Módulo 7          | Aguascalientes, Monterrey Central, Nuevo Laredo. |
| Transportes Turimex Internacional Módulo 7        | Agencia el Indio, Aguascalientes, Atlanta, Austin, Baton Rouge, Chicago, Dallas, Denton, Entronque Concepción de Oro, Charlotte, Gainesville, Greensboro, Greenville, Houston, Laredo, Little Rock, Memphis, Mobile, Monterrey Central, Montgomery, Oklahoma, Raleigh, Saltillo, San Antonio, San Juan de los Lagos, Sierra Vieja, Spartanburg, Texarkana, Tulsa, Waco, Winston Salem, Wichita, Zacatecas. |
| Camiones Rojos de los Altos Módulo 7              | Colotlan, Florencia, Fresnillo, Huejucar, Huejuquilla el Alto, Jerez, Mezquitic, Momax, Monte Escobedo, Tepechitlan, Tepetongo, Teul de González Ortega, Tlaltenango, Trinidad de García de la Cadena, Valparaíso, Villa Guerrero, Zacatecas, Zapopan Periférico Norte. |
| Ómnibus de Oriente Módulo 7                       | Arandas, Cd. del Maíz, Cd. Mante, Cd. Valles, Cd. Victoria, Ébano, El Naranjo, Huejutla, Lagos de Moreno, Matamoros, CDMX Norte, Ojuelos, Poza Rica, Reynosa, Río Verde, San Felipe Orizatlan, San Fernando, San Juan de los Lagos, San Luis Potosí, Tamazunchale, Tampico, Tamuin, Tepatitlán, Tepozotlan, Villa de Arriaga, Zamora, Zapopan Periférico Norte. |
| Transportes Guadalajara-Tepatitlán Módulo 7       | Tepatitlán. |
| Autobuses Estrella Blanca Módulo 7                | Acapulco Ejido, Acapulco Papagayo, Aguascalientes, Agua Prieta, Caborca, Cananea, Cd. Juárez, Cd.Obregón, Cd.Valles, Cd.Victoria, CDMX Norte, Chihuahua, Chilpancingo, Colima, Cuernavaca E.Blanca, Culiacan, Durango, Ensenada, Fresnillo, Gómez Palacio, Guamuchil, Guanajuato, Guasave, Guaymas, Hermosillo, Huejutla, Huauchinango, Los Mochis, Mazatlán, Matamoros, Mexicali, Monterrey Central, Morelia, Navojoa, Nogales, Pachuca, Puebla CAPU, Poza Rica, Puerto Vallarta, Reynosa, Rio Grande, San Juan de Los Lagos, San Luis Potosí, San Luis Río Colorado, Saltillo, Tamazunchale, Tampico, Tepic, Tijuana, Toluca Central, Torreón, Tulancingo, Uruapan, Zacatecas, Zacatlan, Zamora. |

## Transporte público de pasajeros
- Servicio de Taxi Sitio 61 Seguro dentro de la Terminal de los Módulos (costo demasiado excesivo, se recomienda salir de la central hacia la plaza comercial ubicada sobre Av. Las Torres, para poder pedir servicio de taxi ejecutivo, sin ser agredido por los taxistas).
- Servicio Colectivo Urbano Rutas: C30, C75, C29, C24, C58, C60, C61 C62 C63 C86, C96, C97, T04A, T04B, T19, T19-C01, T19-78C,T19-C06 C07, C19, C20, C105, C106, 178, 180, 180B, C102, C46
- Estación Central de Autobuses de la línea 3 del tren eléctrico.
- Turibus Platino Santa Martha, La Penal, Puente Grande, El salto, Santa Fe